# Giuliano Tiburtino
Giuliano Tiburtino, auch: Giuliano Bonaugurio da Tivoli (* um 1510 in Tivoli oder Pesaro; † 16. Dezember 1569 in Rom), war ein italienischer Streichinstrumentenspieler, Sänger und Komponist der Renaissancezeit.

## Leben und Wirken
Über Giuliano Tiburtino Leben sind nur wenige Fakten bekannt. 1543 wurde er im Kapitel XVI der Abhandlung Lettione seconda pur della prattica di sonare il violone d'arco da tasti von Silvestro Ganassi, als ein fähiger Violonespieler erwähnt. Ganassi lobt vor allem Tiburtinos Fähigkeit, die Oberstimme in einem Madrigal zu singen und gleichzeitig zwei tiefere Stimmen auf dem Instrument zu spielen. Für die Jahre 1545, 1552 und 1564 ist Tiburtino als Sänger in der päpstlichen Kapelle nachgewiesen.
Tiburtinos Werke, eine Messe und 12 Madrigale, finden sich in dem Sammeldruck Musica diversa a tre voce, die 1549 von Girolamo Scotto (1505–1572) in Venedig gedruckt wurden. 13 Instrumentalwerke Tiburtinos finden sich in Scottos Sammlung, Fantasie e recerchari e tre voce. Ein einzelnes Werk befindet sich in Philippe Verdelots drittem Buch vierstimmiger Madrigale.